# Зелена розела
Зелената розела (Platycercus caledonicus) е вид птица от семейство Папагалови (Psittacidae).

## Разпространение
Видът е разпространен в Австралия.